# ぼくらの実験室
『ぼくらの実験室』（ぼくらのじっけんしつ）は、1954年9月29日から1960年3月19日までNHKテレビジョン → NHK総合テレビジョンで放送されていた小学校高学年向けの学校放送（教科：理科）である。1959年1月13日からはNHK教育テレビジョンでも放送されていた。

## 放送時間
いずれも日本標準時。不定期番組時代には『テレビの旅』やその他の不定期番組と一週交替で放送されていた。

### 不定期番組時代
| 期間                          | 放送時間             |
| ----------------------------- | -------------------- |
| 1954年9月29日 - 1955年3月9日  | 水曜日 13:00 - 13:20 |
| 1955年4月13日 - 1956年3月7日  | 水曜日 11:35 - 11:55 |
| 1956年4月19日 - 1956年12月6日 | 木曜日 11:30 - 11:50 |
| 1957年1月29日 - 1957年7月9日  | 火曜日 13:00 - 13:23 |
| 1957年9月10日 - 1958年3月4日  | 火曜日 11:30 - 11:50 |
| 1958年4月22日 - 1959年3月10日 | 火曜日 11:35 - 11:55 |

### レギュラー番組時代
| 期間                          | 放送時間                                                   |
| ----------------------------- | ---------------------------------------------------------- |
| 1959年4月11日 - 1960年3月19日 | 土曜日 11:35 - 11:55 初回のみ11:25からの10分拡大版で放送。 |